# Messe Kassel

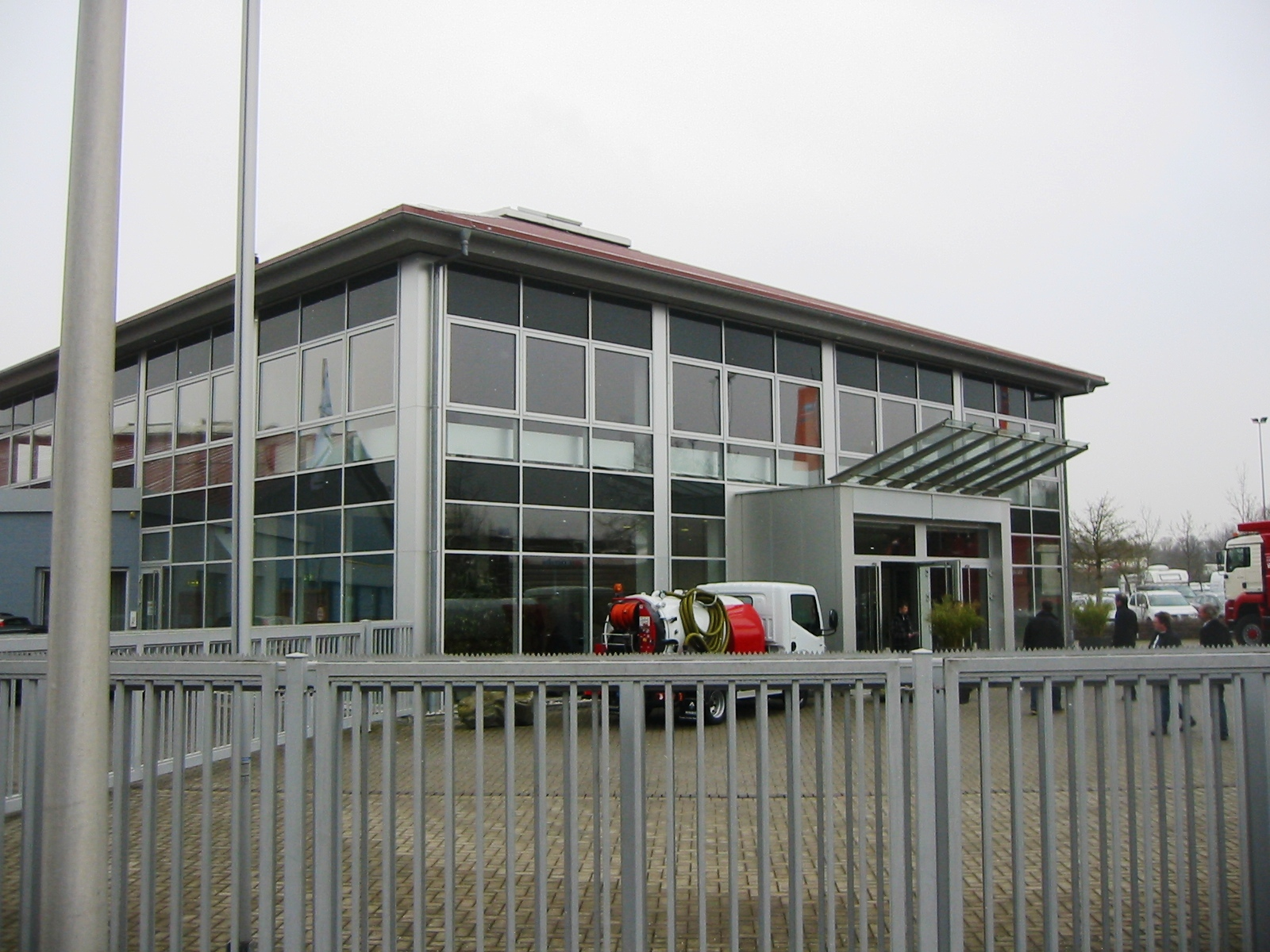
Zentrale Eingangshalle der Messe Kassel

Die Messe Kassel befindet sich am südöstlichen Stadtrand der nordhessischen Stadt Kassel im Stadtteil Waldau. Betreiber ist die Messe Kassel GmbH.

## Größe und Lage
Das Messegelände umfasst 82.700 m² an den Fuldaauen. Es liegt in direkter Nachbarschaft zum nördlich anschließenden Bugasee-Gelände, südöstlich des Messegeländes beginnt der Industriepark Kassel-Waldau. Über die Anschlussstelle Kassel-Waldau ist das Messegelände sehr gut an die in unmittelbarer Nähe verlaufende Autobahn A 49 angebunden.
Es gibt 15 Ausstellungshallen mit mehr als 30.000 m² Fläche. Das Freigelände umfasst weitere 7000 m² Ausstellungsfläche. Es existieren vier Restaurants. Die neueste und modernste Halle auf dem Gelände ist die 2007 eröffnete Rothenbach-Halle, die seit Ende 2007 Heimspielstätte des Handball-Bundesligisten MT Melsungen ist.

## Geschichte

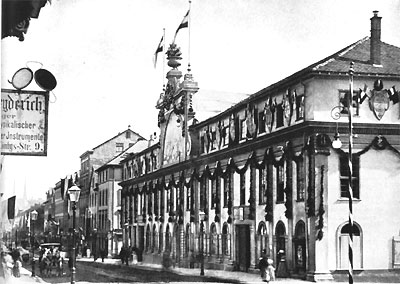
Meßhaus

Landgraf Friedrich II. griff im Jahr 1762 einen Plan seines Großvaters Landgraf Karl wieder auf und rief zwei Messen ins Leben. Die Messen sollten gemäß der am 16. Dezember 1762 durch die „Hochfürstliche Hessische Policey-Commission hierselbst“ veröffentlichte Bekanntmachung im Frühjahr und im Herbst stattfinden, immer 14 Tage vor der Frankfurter Oster- und Michaelis-Messe. So wurde am 29. August 1763 die erste Messe ihrer Art im „Berlepschen Haus“, welches zum „Meßhaus“ erklärt wurde, eröffnet. Dieses Meßhaus war gleichzeitig Sitz des Commerz-Colleg, das auch die Messeaufsicht innehatte. Das Meßhaus musste 1904 dem Neubau des Kasseler Rathauses weichen.
Im Jahr 1869 wurde die Gewerbefreiheit eingeführt, die ihren öffentlichen Ausdruck in der 1870 veranstalteten „Allgemeine Industrie-Ausstellung für das Gesamtgebiet des Hauswesens“ fand. Diese Ausstellung fand auf dem Gelände des Orangerieschlosses statt (heutige Hessenkampfbahn) statt und man hatte den preußischen König und späteren Kaiser Wilhelm I. geladen, der am 20. Juni 1870 der Einladung folgte.
Die erste Ausstellung in Kassel nach dem Zweiten Weltkrieg, deren wirtschaftlicher Träger der Vorläufer der heutigen Messe- und Ausstellungs GmbH Hans-Joachim Hahne war und für die Oberbürgermeister Lauritz Lauritzen die Schirmherrschaft übernommen hatte, war die Erfinder- und Neuheiten-Ausstellung vom 18.–27. August 1961 in der Kasseler Stadthalle. Diese „Deutsche Erfinder- und Neuheiten-Ausstellung“ wurde zugleich als Verbraucher-Ausstellung für Neuheiten veranstaltet und hatte 24.000 Besucher.
Die erste Hausfrauen-Ausstellung, die die Tradition der Messen und Ausstellungen begründete und seit dem Jahr 1973 Herbst-Ausstellung heißt, fand erstmals vom 21. bis 29. September 1963 in der Kasseler Stadthalle statt.
Das heute genutzte Gelände an der Damaschkestraße in Waldau entstand 1980 durch den Bau der beiden ersten festen Hallen 1 und 2. Im Laufe der Zeit wurde weitere Hallen gebaut und das Gelände immer wieder erweitert und bestehende Gebäude umgebaut oder durch neue ersetzt.

## Messen/Ausstellungen
Zu den wichtigsten Messen gehören neben der regionalen Frühjahrs- und Herbstausstellung die ANSPO, eine Angelsportmesse, die expo PetroTrans, eine Internationale Fachmesse für Logistik, Transport und Umschlag in der Mineralölwirtschaft, und die RO-KA-TECH, die größte europäische Fachmesse für unterirdische Abwasserinfrastruktur.